# 趙爾巽光面介
趙爾巽光面介（学名：Xestoleberis chaoershuni）为光面介科光面介屬下的一个种。